# Halensee
Halensee er en bydel (tysk: Ortsteil) i Charlottenburg-Wilmersdorf-distriktet (tysk: Bezirk) i Berlin, Tyskland. Halensee har et areal på 1,27 km2 og et befolkningstal på 15.497 (2020). Bydelen har dermed en befolkningstæthed på 12.202 indbyggere pr. km2.
Halensee har bydelsnummeret 0407.

## Personer med tilknytning til Halensee
- Lale Andersen (1905-1972), chansonnette og skuespiller
- Albert Bassermann (1867-1952), skuespiller
- Heinz Berggruen (1914-2007), kunstsamler
- Hermann Brill (1895-1959), politiker
- Ken Duken (1979-), skuespiller
- Soraya Esfandiary-Bakthiary (1932-2001), kejserinde af Persien
- Salomo Friedlaender (1871-1946), filosof og satiriker
- Friedrich Hollaender (1896-1976), komponist
- Else Lasker-Schüler (1869-1945), forfatter og grafiker
- Daniel Libeskind (1946-), arkitekt
- Piette Littbarski (1960-), foldboldspiller
- Peter Lustig (1937-2016), skuespiller
- Lothar de Maizière (1940-), østtysk ministerpræsident
- Vladimir Nabokov (1899-1977), forfatter
- Helmut Newton (1920-2004), fotograf
- Özgür Özata (1977-), skuespiller
- Ernst Reuter (1889-1953), politiker
- Katja Riemann (1963-), skuespiller
- Dieter Schnebel (1930-2018), musikolog
- Alfred Wegener (1880-1930), geofysiker
- Klaus Wowereit (1953-), politiker

52°29′53″N 13°17′47″Ø / 52.498083°N 13.296278°Ø